# ARCore
ARCore是由Google所开发的軟體開發套件 ，可用來創建擴增實境的應用程式。 
ARCore使用了三种关键技术將虛擬內容與現實世界整合在一起，可透過手機鏡頭看到整合結果：
- 「六自由度」：讓手機得以了解並追蹤設備所在的相对位置 。
- 「環境理解」：手機可以藉由這項技術探測出地面或咖啡桌等水平面的大小和位置。
- 「光線評估」：讓手機得以估算出當前環境的照明情形。

已經有多部設備將ARCore整合至其中。